# Vedanta Limited
Vedanta Limited ist ein indisches Bergbauunternehmen, das zu Vedanta Resources gehört. Vedanta baut Blei-Zink-Lagerstätten, Eisenerz, Kupfer und Bauxit ab. Außerdem betreibt das Unternehmen zwei Aluminiumhütten in Jharsuguda und Korba sowie Kohlekraftwerke mit einer Gesamtleistung von 9 GW.

## Geschichte
2003 übernahm Sterlite die Hindustan Zinc. 2007 wurde Sterlite Industries von Vedanta Resources übernommen. 2013 schlossen sich Sterlite Industries und Sesa Goa zusammen. 2015 benannte sich Sesa Sterlite im Vedanta Limited um. Im Jahr 2016 wurde der Ölproduzent Cairn India vollständig übernommen.

## Vorkommen (Auswahl)
Kupfer:
- Thoothukudi (Tamil Nadu)
- Mt. Lyell, Tasmanien

Blei-Zink:
- Rampura Agucha (Rajasthan), die größte Zinkmine der Welt
- Lisheen, Irland
- Skorpion bei Rosh Pinah, Namibia
- Black-Mountain (Namaqualand), Südafrika[4]